# Grunérite
La grunérite est un minéral de la famille des amphiboles avec une formule Fe7Si8O22(OH)2. c'est un membre de la famille de la cummingtonite contenant du fer. 
Elle  est formée d'un agrégat de cristaux fibreux, colonnaire ou massif. Le cristal est un prisme monoclinique. L'aspect est vitreux ou perlé avec des teintes allant du vert au brun et au gris foncé. Sa dureté varie de 5 à 6 et sa densité est de 3,4 à 3,5.
Elle fut découverte en 1853 et nommée en l'honneur de Emmanuel-Louis Gruner (1809–1883), un chimiste franco-suisse qui l'analysa le premier.

## Amosite
L'amosite est une variété rare asbestiforme de grunérite qui fut extraite pour de l'amiante principalement dans l'Est de la province du Transvaal en Afrique du Sud. Le nom d'origine est Amosa, l'acronyme pour la compagnie minière Asbestos Mines of South Africa.